# هيلينية (دين)

الرمز الذي يستخدمه معتنقي الهيلينية.

الهيلينية (بالإغريقية: Ἑλληνισμός، إلينيسموس) أو الدين الهيليني العرقي (Ἑλληνικὴ ἐθνική θρησκεία) ويعرف أيضًا بأسماء شائعة هي هيلينيسموس، أو تعدد الآلهة الهيليني، وأحيانًا الدودكثية (Δωδεκαθεϊσμός)، ويشمل عدة حركات دينية حاولت أن تحيي أو تعيد بناء الشعائر الدينية الإغريقية، وهي حركات نشأت في تسعينيات القرن العشرين.
ينبني الدين الهيليني على الدين التقليدي وطريقة الحياة التقليدية، التي تدور حول الآلهة الإغريقيين، ويركز تركيزًا أساسيًّا على الأولمبيين الاثني عشر، ويعتنق القيم والفضائل الهيلينية القديمة.
في عام 2017، اعترفت السلطات الحكومية الإغريقية قانونيًّا بالدين الهيليني العرقي (الهيلينية)، باعتباره «دينًا معروفًا» في اليونان، وهو ما أعطاه بعض الحريات الدينية في البلد، منها حرية بناء دور عبارة وإشراف رجال الدين على الأعراس.

## الاسم
ليس في الديانة الهيلينية ممارسات تسمية رسمية، ولم يكن عند الإغريقيين القدماء كلمة تدل على «الدين» بالمعنى الحديث. تطورت بعض اتفاقات التسمية غير الرسمية منذ تشكيل أول المنظمات الهيلينية الدينية في تسعينيات القرن العشرين، بناءً على التعاريف الوصفية المقبولة أكاديميًّا. الهيلينية أشيَع المصطلحات، وتستعمل على أنها الاسم الرئيس للدين الحديث الذي يعتنقه أتباعه اليوم، ولو أنه قد يستعمل أحيانًا للدلالة على الدين والحضارة الإغريقية القديمة. نشأ مصطلح هيلينيسموس من التنظيم الذي أجراه الإمبراطور الروماني يوليان للدين الإغريقي في القرن الرابع الميلادي. استعمل جوليان المصطلح ليدل على الدين الإغريقي الروماني التقليدي. وإلى جانب هذا الاسم، استعملت بعض الطوائف في الهيلينية مجموعة متنوعة من الأسماء لتمييز الفروع التي تركز على مدارس فكرية مخصوصة، أو تقاليد حديثة مختلفة. يستعمل مصطلحا الدين الهيليني وتعددية الآلهة الهيلينية مترادفين ليدلّا على هذا الدين. تدل عبارة إعادة بناء الدين الهيليني متعدد الآلهة خصوصًا إلى المنهج الذي يستعمله بعض معتنقي هذا الدين ليعيدوا إنشاء الدين بناءً على المصادر العلمي لا على الدين نفسه، ولا ينتمي كل الهيلينيين إلى هذا المذهب. تستعمل منظمات أخرى، مثل الدودكثيون (Δωδεκάθεον) ومنظمة هيلينيكي هيتاريا أركيفيلون (سوسياتس هيلينيكا أنتيكواريورم) والثيرسوس (Θύρσος) مجموعة من الأسماء يحل أحدها محل الآخر، منها إلينيكي ثريسكيا (ἑλληνικὴ θρησκεία، أي الدين الهيليني) والدين الهيليني متعدد الآلهة، والهيلينية.
يستعمل بعض الهيلينيين مصطلحات أخرى منها «إعادة البناء الإغريقية»، أو «التقليدية الهيلينية»، ولكن هذين المصطلحين غير مترادفين. تستعمل المجموعة الأمريكية المسماة إلايون مصطلح الدودكثية (بالإغريقية: δώδεκα، دوديكا، أي اثنا عشر + θεϊσμός، ثيسموس، أي الإيمان بالآلهة) للدلالة على مذهبهم في الدين الهيليني، ويقولون إن هذا المصطلح «كان يستعمل فترة من الزمن في اليونان وخارجها للدلالة على الدين الإغريقي القديم ونحن نرى أنه من المهم لنا نحن الذين لسنا في اليونان أن نستعمل اسمًا مشتركًا وهوية مشتركة مع أتباع ديننا في وطن مذهبنا الروحاني»، وأن مصطلح الهيلينية مرتبط جدًّا في الاستعمال الحديث بالأمة اليونانية الحديثة.

## المعتقدات
تشمل المواضيع البارزة في المعتقدات الهيلينية (ولكنها لا تقتصر على): يوسيبيا (التقوى)، أريت (الفضيلة)، وكسينيا (حسن الضيافة). هذه المواضيع الثلاثة متجذرة في المعتقدات والمفاهيم الإغريقية القديمة، إذ كانوا يطلبون الهدى والإلهام من معتقدات سولون، والحكم الدلفية، وآيات فيثاغورس الذهبية، والفلسفة الأبيقورية، وأخلاقيات أرسطوطاليس، والفلسفة الرواقية، وغير ذلك.

### يوسيبيا
تترجم كلمة يوسيبيا (εὐσεβής) عادة بالتقوى أو تعظيم الآلهة المذكرة، ولكن يمكن أيضًا ترجمتها بأنها العمل الصالح. يركز الهيلينيون المحدَثون على اليوسيبيا من جهة الفعل وكيفية تعظيم الآلهة والإلهات، لا على مجموعة محددة من المعتقدات. ممارسة اليوسيبيا مهمة وأساسية أخلاقية لكثيرين من الهيلينيين المحدثين.

### أريت
أريت (Ἀρετή) تعني الفضيلة والامتياز والفضيلة الأخلاقية. بالنسبة إلى عدد من الهيلينيين، يعد زرع الأريب شيئًا من أهم ما يزرعه الإنسان الهيليني الحديث في نفسه ويركز عليه، ويعتقدون أن هذا يؤدي إلى حياة صالحة. يعتقد الهيلينيون أن هذا يكون بأن يرتقي الإنسان إلى أقصى حدٍّ يستطيعه. يتضمن زرع الأريت عند الهيلينيين الحديثين تطوير كل جوانب حياتهم ومن ثم تحسين أرواحهم.

### كسينيا
كسينيا (ξενία) تترجم إلى صداقة الضيف، وهو مفهوم حسن الضيافة. في الهيلينية، يتضمن حسن الضيافة أن يكون المرء لطيفًا مع الغرباء. ويعني أن يكون المضيِّف حسن الضيافة وأن يكون الضيف متعاونًا بالمقابل. يعتقد الهيلينيون أن الإله زيوس كسينيوس يحمي الغرباء والأجانب.

### الألوهة
يعبد الهيلينيون الآلهة الإغريقية القديمة، أو البانثيون (مجمع الآلهة) الإغريقي، ويشمل هذا الأولمبيين، وآلهة الطبيعة، وآلهة العالم السفلي (الكثونيين) والأبطال. ويعظّمون كل أسلافهم الجسديين والروحيين تعظيمًا كبيرًا.

## الممارسات

### القرابين والشعائر
تعتبر القرابين والإراقات أفعالًا أساسية في العبادة الهيلينية الحديثة. يقرب الهيلينيون أنواعًا عديدة من القرابين، هي: الأضحيات، والأضحيات المنذورة، والإراقات.
ليست الصلوات من دون الأضحيات إلا كلمات، أما إذا رافقت الأضحيات الصلوات، صارت الأخيرة كلمات حية، وكلماتٍ —لا ريب— تعزز الحياة

— سالوستيوس 
الهيلينيون منقسمون في مسألة الأضاحي الحيوانية. بعضهم لا بأس عنده في الأمر، وبعضهم لا يشارك فيه أبدًا. يقدم بعضهم بدلًا من ذلك طعامًا رمزيًّا للحيوان الذي يُضحَّى به، ليكون بديلًا عن الحيون، ويكون عادة فاكهة أو خبزًا أو كعكًا.

## العلاقة بالدين الإغريقي القديم
يتفق معظم المؤرخين المعاصرين على أن الدين الذي كان يدين به الإغريقيون القدماء كان آخر أمره في القرن التاسع الميلادي، وتكاد تنعدم الأدلة على أنه استمر بعد العصور الوسطى. (ولكنه استمر في بعض المناطق المعزولة حتى القرن التاسع عشر) ترى معظم المنظمات الهيلينية المعاصرة أن تقاليدها الدينية إحيائية أو على مذهب إعادة البناء، ولكن معظم معظم الأفراد الذين يعتنقون الهيلينية موجودون في نقطة معينة بين الإحيائية وإعادة البناء.
يرى الإحيائيون أن الهيلينية دين حيٌّ متغير. تسمح الهيلينية الإحيائية لأتباعها أن يقرروا الأفضل لهم، وأن يتبنوا الممارسات الدينية التاريخية في الحياة الحديثة.
مذهب إعادة البناء هو منهج بسعى إلى بناء الممارسات الدينية الحديثة بناءً دقيقًا على ممارسات دينية قديمة أصيلة تاريخيًّا وثقافيًّا. يستعمل المصطلح عادة في الولايات المتحدة للتفريق بين الحركات التوليفية والانتقائية في الوثنية الحديثة من جهة، و الحركات المبنية على التقاليد والكتابات والتواريخ والأساطير لحضارة وثنية قديمة محددة من جهة أخرى. خلافًا للتقاليد الإحيائية، يعد أتباع مذهب إعادة البناء متوجهين حضاريًّا ويحاولون إعادة بناء أنماط تاريخية للدين والروحانية في سياق معاصر. ومن ثم فإن أتباع إعادة البناء من الكيميتييون والكنعانيين والهيلينيين والرومان والكلتيين والجرمانيين والبلطيقيين والسلافيين يسعون إلى إحياء الممارسات والمعتقدات التاريخية لمصر القديمة وكنعان وفينيقيا واليونان القديمة وروما القديمة والكلتيين والشعوب الجرمانية والبلطيقية والسلافية، على الترتيب.
تقول معظم المجموعات الهيلينية المعاصرة إن إعادة البناء ليست المنهج الصحيح الوحيد في ممارسة الدين الإغريقي القديم، ولكنهم يرون أن الفعل لا يكون هيلينيًّا إلا إذا كان موافقًا للقيم الإنسانية والفضائل الأخلاقية للإغريقيين القدماء، ومظهرًا الولاء والتعظيم للآلهة الإغريقية، ومستعملًا للبنية الدينية التي لو رآها الإغريقيون القدماء لعرفوها. تفرق هذه المجموعات تفريقًا واضحًا بينها وبين الحركة الوثنية الجديدة، وترى أن بعض المجموعات الهيلينية «إنما تدعي الهيلينية لأسباب مخفية في أعماق أذهانهم».
ادعى بعض المعتنقين، مثل الدودكثي اليوناني باناغيوتيس مارينيس، أن الدين الإغريقي الذي كان في اليونان القديم استمر كل هذه القرون، وادعى بعضهم أنه نشأ في أسرٍ كانت تدين بهذا الدين. ومهما يكن من أمر اعتقادهم باستمرار التقليد الهيليني متعد الآلهة، فإن الأدلة تدل على أن الهيلينيين المعاصرين الذين يعيشون في اليونان الجديدة يرون أن الحركة تعبير عن الإرث الحضاري اليوناني، معارضةً للمسيحية الأرثوذكسية السائدة.